# Векличев Георгій Іванович
Георгій Іванович Векличев (нар. 1898, селище копальні «Нова Смолянка» Бахмутського повіту Катеринославської губернії, тепер Донецька область — розстріляний 8 січня 1938, Москва) — радянський військовий діяч, начальник політичного управління Московського і Північно-Кавказького військових округів, армійський комісар 2-го рангу. Кандидат у члени ЦК КП(б)У в червні 1930 — січні 1932 р. Член ЦВК СРСР. Член Військової ради при наркомові оборони СРСР.

## Біографія
Народився у серпні 1898 року в селищі копальні «Нова Смолянка» в Донбасі у родині робітника. Вчився у Юзівському міському училищі, але навчання довелося перервати через скрутне матеріальне становище родини. У 1914 році поступив чорноробом на завод в місті Юзівці. Потім там же працював учнем слюсаря і слюсарем. Екстерном склав іспити за шість класів гімназії.
У 1916 році прилучився до групи анархістів-комуністів. У лютому 1917 року був обраний членом Раду робітничих депутатів міста Юзівки. Після Жовтневого перевороту 1917 року як представник Центрального штабу Червоної гвардії Донбасу організовував на копальнях і шахтах загони червоногвардійців.
Член РКП(б) з 1918 року.
Під час наступу німецьких військ у 1918 році разом з Центральним штабом Червоної гвардії Донбасу відступив до Царицина. Після короткочасного перебування в полоні у козаків повернувся в Юзівку, де був заарештований як колишній червоногвардієць. Після виходу із в'язниці вступив в загони Нестора Махна, де знаходився до січня 1919 року.
З лютого 1919 року — військовий комісар 13-го стрілецького полку РСЧА. Хворів тифом. Був заарештований денікінською контррозвідкою, але за допомогою викупу йому вдалося вийти із в'язниці. За вказівкою ЦК КП(б)У вступив в армію Нестора Махна, де працював у відділі контррозвідки. У грудні 1919 року, за наказом штабу 13-ї армії, покинув службу у Махна.
Деякий час працював у політичному відділі 13-ї армії РСЧА, потім був направлений у розпорядження Донецького губернського комітету КП(б)У. У 1920 році працював завідувачем Юзівського повітового відділу народної освіти Донецької губернії. З травня по вересень 1920 року — завідувач губернської радянської партійної школи у місті Луганську, секретар колегії Донецького губернського відділу народної освіти.
У вересні 1920 — серпні 1921 року — слухач Свердловського комуністичного університету в Москві. З серпня 1921 року — інструктор Головполітпросвіти, завідувач радянської партійної школи у місті Шуї, помічник завідувача Іваново-Вознесенської губернської радянської партійної школи.
З грудня 1921 року — у Червоній армії: лектор, начальник навчальної частини військово-політичних курсів, начальник агітаційно-пропагандистської частини політичного відділу 8-ї Мінської стрілецької дивізії.
У серпні 1922 — серпні 1924 року — слухач Військово-політичного інституту імені Толмачова. У серпні 1924 — жовтні 1927 року — начальник окружної військово-політичної школи Північно-Кавказького військового округу.
У жовтні 1927 — березні 1929 року — начальник політичного відділу 80-ї стрілецької дивізії. У березні 1929 — серпні 1930 року — помічник командира 6-го стрілецького корпусу Українського військового округу з політичної частини.
У серпні 1930 — грудні 1936 року — член Революційної військової ради і начальник політичного управління Московського військового округу.
У грудні 1936 — червні 1937 року — заступник командувача з політичної частини і начальник політичного управління Північно-Кавказького військового округу. У травні — червні 1937 року — член Військової ради Північно-Кавказького військового округу.
7 червня 1937 року заарештований органами НКВС. Військовою колегією Верховного суду СРСР 8 січня 1938 року за звинуваченням в участі у військовій змові засуджений до розстрілу. Вирок приведений у виконання того ж дня. Визначенням Військової колегії від 7 липня 1956 року посмертно реабілітований.

## Звання
- армійський комісар 2-го рангу (20.11.1935)

## Нагороди
- орден Червоного Прапора (1933)